# Chipitlán
Chipitlán (wahrscheinlich hergeleitet vom Nahuatl-Begriff Chilpatli, was in etwa mit „Ort, an dem es viele Kinder gibt“ zu übersetzen ist.) ist ein Stadtviertel im Süden von Cuernavaca, der Hauptstadt des mexikanischen Bundesstaates Morelos.

## Daten und Fakten
Nach Beendigung der mexikanischen Revolution stellte Lázaro Cárdenas, der von 1934 bis 1940 mexikanischer Staatspräsident war und seinen Landsitz in der heutigen Casa Palmira hatte, Landzertifikate aus, in deren Folge Chipitlán als ein Stadtviertel von Cuernavaca anerkannt wurde. Eine weitere bekannte Bewohnerin des Viertels war die Hollywood-Schauspielerin Katy Jurado (Zwölf Uhr mittags) und während der mexikanischen Revolution war der mexikanische Volksheld Emiliano Zapata mit seiner Truppe mehrfach in Chipitlán.
Katy Jurado verbrachte die letzten Jahre ihres Lebens in Chipitlán, wo sie am 5. Juli 2002 im Alter von 78 Jahren an den Folgen einer Nieren- und Lungenerkrankung starb und auf dem hiesigen Friedhof beigesetzt wurde.
Der Panteón de la Paz, auf dem sich Jurados letzte Ruhestätte befindet, ist einer der bedeutendsten Friedhöfe der Stadt und bekannt für seine Altertümlichkeit. Auf ihm sind mehrere bedeutende Persönlichkeiten aus dem Bundesstaat Morelos bestattet.